# Tobias caudatus
Tobias caudatus är en spindelart som beskrevs av Cândido Firmino de Mello-Leitão 1929. 
Tobias caudatus ingår i släktet Tobias och familjen krabbspindlar. Inga underarter finns listade i Catalogue of Life.